# Milo Bošković
Milo Bošković (n. 20 octombrie/2 noiembrie 1911, Gornji Brčeli, Muntenegru – d. 21 septembrie 1944, Lagărul de concentrare Jasenovac, Statul Independent al Croației) a fost un medic, participant la Războiul de Eliberare Națională și erou național al Iugoslaviei.

## Biografie

### Educație
S-a născut la 20 octombrie 1911 în satul muntenegrean Gornji Brčeli, în Crmnica⁠(d), lângă orașul de coastă și portul Bar.  Tatăl său Ivo a lucrat în Statele Unite ale Americii, iar Milo a rămas în Muntenegru cu mama și frații săi.  A terminat școala elementară în orașul natal și liceul la Cetinje. A studiat medicina la Universitatea din Bologna, unde a absolvit în 1937. A ajuns la Belgrad chiar înainte de izbucnirea celui de-al Doilea Război Mondial. Ca medic, s-a specializat în parazitologie și a fost angajat ca asistent la Institutul Bacteriologic al Facultății de Medicină Veterinară din Belgrad. 

### Tipografie secretă din Iugoslavia ocupată de naziști
La început, a fost un simpatizant, iar din 1940 a fost membru al Partidului Comunist din Iugoslavia (PCI). În timpul ocupației germane a Iugoslaviei, conform unei misiuni a partidului, el a închiriat o casă pe Banjički venac numărul 12, în Belgrad, în iulie 1941. A fost membru al PCI, dar acest lucru era necunoscut poliției din Belgrad pentru că a studiat în străinătate. La subsolul casei se afla tipografia secretă a Partidului Comunist din Iugoslavia. Un dulap special a fost amplasat pentru a ascunde intrarea secretă în subsolul unde se afla tipografia. Pentru a acoperi această conspirație, Bošković a deschis un cabinet medical în casă. Apoi s-a căsătorit oficial cu Zagorka Zaga Jovanović, student la medicină și lucrătoare la o tipografie.
La începutul lunii ianuarie 1942, Milo a fost căutat de poliția germană, fiind bănuit că ar fi un „spion englez”. În timp ce poliția a intrat în casă, acesta s-a ascuns rapid în dulapul de la subsol, unde se afla tipografia secretă. Zaga a spus apoi poliției că Milo ar fi plecat la rudele sale din Belgrad. În continuare, polițiștii au percheziționat casa, dar nu au găsit nimic suspect. O săptămână mai târziu, o altă patrulă germană a venit în casă și i-a adus lui Bosković o nouă invitație să se prezinte la Gestapo. Organizația de partid a decis atunci că Bosković să nu mai fie chiriaș legal al casei, așa că a început să se ascundă în tipografia secretă.

### Arestare
Datorită siguranței sale, precum și a securității tipografiei din casă, Milo a călătorit la Zagreb în iulie 1942, cu o misiune de partid, cu documente false. S-a întâlnit cu Ivanka Muačević-Nikoliš la Zagreb pe 14 iulie. Cu ajutorul acesteia, el trebuia să ia legătura cu partizanii iugoslavi de pe teritoriul eliberat. În timp ce mergeau pe stradă, un polițist din Ustașa a recunoscut-o pe Ivanka și i-a arestat imediat pe amândoi. A fost torturat și bătut în închisoare. I-au zdrobit toți dinții din față și apoi l-au aruncat de la etajul doi al clădirii poliției. Cu toate că avea piciorul rupt, Milo nu a spus nimic, nici despre activitatea sa și nici despre tipografia secretă din Belgrad.

### Deces în lagărul de concentrare
Deoarece Bošković nu a recunoscut nimic, l-au transferat în lagărul de concentrare de la Stara Gradiška, iar la sfârșitul lunii decembrie 1942 în lagărul de concentrare Jasenovac. Împreună cu mai mulți deținuți, se pregătea să evadeze, dar gardienii au aflat. După încă o tortură teribilă, a fost condamnat la moarte prin spânzurare. În ziua executării condamnării sale la moarte, 21 septembrie 1944, el s-a prezentat în fața comandantului lagărului Dinko Šakić⁠(d), protestând împotriva modului în care a fost dată sentința. El a spus: „Sunt un fiu al Muntenegrului și protestez împotriva acestui mod rușinos de a executa pedeapsa cu moartea. În țara noastră, oamenii sunt uciși cu arme”. După ce Sakic a decis să-i îndeplinească „ultima dorință”, Milo a refuzat să se întoarcă cu spatele la plutonul de execuție și să-și pună un bandaj negru pentru a-și acoperi ochii.
La 27 noiembrie 1953, Boskovic a fost declarat erou național al Iugoslaviei prin decretul președintelui Republicii Populare Federative Iugoslavia, Iosip Broz Tito.

### Frații lui Bošković
Milo Bošković a avut doi frați mai mici – Đuro și Petar. Fratele său Đuro Bošković⁠(d) (1914–1945) a fost avocat, revoluționar, participant la lupta de eliberare națională și membru al agenției de securitate a Iugoslaviei (în sârbă Odeljenje za zaštitu naroda, OZNA), care a existat între 1944 și 1952. Djuro a ajuns deosebit de important în timpul bătăliei de la Sutjeska din cel de-al Doilea Război Mondial, când a raportat personalului militar de comandă că, deși au pierdut două treimi din luptători, se poate conta pe ei ca fiind în formație completă. A murit după război într-o luptă împotriva cetnicilor ca ofițer al OZNA (Agenția de Securitate a Iugoslaviei comuniste).
Fratele său Petar Bošković⁠(d) (1931–2011) a fost un diplomat iugoslav și sârb. A fost ambasador al Republicii Socialiste Federative Iugoslavia în Republica Cipru. În 1999, a fost martor la procesul comandantului lagărului de concentrare de la Jasenovac, Dinko Šakić⁠(d), care a fost apoi condamnat la 20 de ani de închisoare.
Sora lor, Velika, a fost o luptătoare în mișcarea partizanilor iugoslavi, membră în brigada a patra a forței operaționale proletare din Muntenegru.

### Muzeu
Casa în care s-a aflat tipografia și în care a locuit Milo Bosković a fost transformată la 1 mai 1950, într-un muzeu dedicat tipografiei secrete și a făcut parte din Muzeul orașului Belgrad. Expoziția muzeului a arătat munca tuturor tipografiilor care au funcționat în timpul ocupației pe teritoriul Belgradului. În același an, pe casă a fost amplasată o placă comemorativă, iar la 17 mai 1965 clădirea a fost declarată monument cultural de o importanță excepțională. Muzeul a fost închis vizitatorilor în august 2000, iar casa a fost restituită moștenitorilor săi după o dispută juridică cu autoritățile administrative ale Municipiului Belgrad.

### Serial TV
Activitatea tipografiei secrete a Comitetului Central al partidului, precum și curajul, sacrificiul de sine, patriotismul și contribuția generală a lui Milo la război sunt descrise în multe cărți care tratează războiul de eliberare națională în Belgrad. O evidențiere separată a aspectelor unice care descriu activitatea tipografiei a fost oferită de Dragan Marković în cartea sa Otpisani. În timpul filmărilor celebrului și foarte popularului serial TV din fosta Iugoslavie Otpisani⁠(d), scenariștii i-au dedicat un episod intitulat „Tipografia”. De asemenea, numele personajelor au fost schimbate, în locul medicului Bosković și studentei Zagorka apar medicul Jankovic (interpretat de Zoran Milosavljević) și studenta Olivera (Svetlana Bojković).